# Greef Karga
Greef Karga é um personagem fictício da franquia Star Wars que aparece na série de televisão The Mandalorian do serviço de streaming Disney+. Ele é o líder da Guilda dos Caçadores de Recompensa e fornece ao personagem-título do programa a recompensa que o leva a conhecer a Criança. Greef serve tanto como aliado quanto adversário do Mandaloriano em diferentes partes na história da primeira temporada.
Greef Kreega foi criado por Jon Favreau, o criador e showrunner de The Mandalorian. O personagem foi originalmente planejado para aparecer somente em alguns episódios, porém Favreau e os roteiristas gostaram tanto do personagem que sua participação foi expandida. Greef é interpretado por Carl Weathers, que Favreau conheceu através do Sindicato dos Diretores da América. Weathers aceitou o papel sob a condição de que pudesse dirigir futuros episódios de The Mandalorian na segunda temporada.
Elementos do passado do personagem foram deliberadamente mantidos em segredo, embora tenha sido revelado no final da primeira temporada que ele já foi um funcionário desonrado do governo, e Weathers disse que sua história de fundo será mais desenvolvida na segunda temporada. Weathers realiza suas próprias acrobacias em The Mandalorian. Ele descreveu o papel como "uma das melhores coisas que aconteceram em todos os anos em que estive no entretenimento". Greef foi bem recebido pelos fãs e críticos. 

## Aparições
Greef Karga é o líder da Guilda dos Caçadores de Recompensa, uma organização que regula as atividades dos caçadores de recompensas. Ele é o responsável por atribuir recompensas a indivíduos específicos e garantir que todos sigam as regras da guilda. Pouca informação sobre a história de Greef foi revelada até o momento, contudo, no final da primeira temporada, é revelado que ele já foi um funcionário do governo com o título de "magistrado" antes de perder a posição em desonra. Carl Weathers, o ator que interpreta Greef, disse que detalhes adicionais serão fornecidos na segunda temporada do programa.
A primeira aparição de Greef acontece logo no episódio de estreia da série, "Chapter 1: The Mandalorian", onde ele opera em uma cantina do planeta Nevarro. Ele é visto pela primeira vez quando o Mandaloriano recebe o pagamento por várias recompensas que ele coletou. Greef informa o Mandaloriano sobre um grande trabalho proposto por um homem misterioso conhecido apenas como "O Cliente", que insiste em se encontrar com o Mandaloriano cara a cara. Esse trabalho acaba sendo uma recompensa contra "A Criança", um jovem alienígena da mesma espécie do Yoda.
Greef aparece em seguida no "Chapter 3: The Sin", durante o qual ele informa o Mandaloriano para trazer a Criança capturada diretamente para o Cliente. O Mandaloriano faz isso, mas logo muda de ideia e recupera a Criança do Cliente, que é um agente do Império Galáctico. Por tal ato ser uma violação do código da Guilda dos Caçadores de Recompensa, Greef organiza um grupo de caçadores de recompensa para enfrentar o Mandaloriano e capturar a Criança. Acontece um tiroteio em grande escala, no qual a maioria dos caçadores de recompensa de Greef é morta quando o Mandaloriano recebe assistência de sua tribo de guerreiros Mandalorianos. O próprio Greef escapa e confronta o Mandaloriano em sua nave, a Razor Crest, mas o Mandaloriano atira nele da rampa de embarque antes de voar para longe. Greef só consegue sobreviver ao disparo porque tinha dois lingotes de Beskar, um aço raro que o Cliente fornecia como pagamento pela recompensa da Criança, dentro do bolso do colete onde foi baleado.
O penúltimo episódio da temporada, "Chapter 7: The Reckoning", começa com o Mandaloriano recebendo uma mensagem de Greef, que propõe que se o Mandaloriano ajudar a eliminar a presença do Império em Nevarro, Greef garantirá que a Guilda dos Caçadores de Recompensa não procure mais Mandaloriano ou a Criança. Eventualmente, é revelado que a oferta era uma armadilha, e que Kreef planejava emboscar e matar o Mandaloriano e devolver a Criança ao Cliente. No entanto, o Mandaloriano aceita a oferta de Kreef, trazendo consigo Cara Dune, Kuiil e IG-11 para ajudá-lo na missão. Durante a viagem, o grupo é atacado por criaturas do tipo pterodáctilo, e Greef recebe um arranhão venenoso que teria sido fatal, mas a Criança consegue curá-lo utilizando o poder da Força. Greef fica tão comovido com o acontecido que muda de ideia e avisa os demais sobre a armadilha. Eles então planejam um novo plano no qual deixam a Criança para trás, levam o Mandaloriano aos soldados imperais como se ele fosse um prisioneiro e depois tentam eliminá-los.
O plano dá errado, e o trio acaba sendo encurralado dentro de uma cantina pelo oficial imperial Moff Gideon e seus stormtroopers. No início do último episódio da primeira temporada, "Chapter 8: Redemption", o grupo se envolve em um breve tiroteio com os stormtroopers depois que o IG-11 chega com a Criança para prestar assistência. O grupo escapa do edifício através do sistema de esgoto, onde eles viajam até um esconderijo Mandaloriano e encontram os corpos dos guerreiros, tendo sido a maioria morta pelo Império. Inicialmente o Mandaloriano culpa Greef por isso, acreditando que a Guilda dos Caçadores de Recompensa foi a responsável, até que uma colega líder Mandaloriana conhecida como Armeira o convence do contrário. Na sequência, o grupo foge em uma barcaça flutuante controlada por um droide em um rio de lava. Greef está presente quando o IG-11 se sacrifica para eliminar um grande número de stormtroopers para garantir a fuga do grupo, e ele também sobrevive ao ataque furioso de Moff Gideon pilotando uma TIE fighter que o Mandaloriano consegue repelir. Mais tarde, Greef decide ficar para trás em Nevarro e reconstruir a Guilda dos Caçadores de Recompensa, e ele convida Cara Dune para trabalhar como executora, função esta que ela cogita aceitar.
O personagem está previsto para retornar na segunda temporada de The Mandalorian.

## Caracterização
Greef Karga possui uma personalidade áspera e uma abordagem sem noção aos negócios. Ele projeta um comportamento calmo e confiante, sendo motivado em grande parte pelo lucro financeiro, mas também é justo em suas relações. Ele é leal a seus aliados até certo ponto, mas também pode ser duplicado e mutável em suas lealdades, como evidenciado pela maneira que ele alterna repetidamente entre amigo e adversário do Mandaloriano. Anthony Breznican, da revista Vanity Fair, sentiu que Greef simultaneamente protegia e manipulava o Mandaloriano às vezes, e que por conta disso o Mandaloriano não confiava totalmente nele. Weathers descreveu seu personagem como "uma combinação de vendedor de carros usados e marionetista". Janet Davies e Marsha Jordan, redatores da KGO-TV, descreveram Greef como uma "figura sombria do submundo". O ator Carl Weathers disse que o personagem tem "algo em que você não pode confiar", mas também disse que ele "definitivamente não é isento de moral". Greef é um personagem misterioso, e Carl Weathers disse que manter aspectos de sua história e motivações envoltos em enigmas foi uma decisão consciente dos roteiristas: "Há algumas indicações realmente fortes que dão uma ideia de quem ele é, mas nunca deixamos isso transparecer completamente." Greef tem uma personalidade bastante teatral e às vezes até exagerada, gosta de ação e da companhia de caçadores de recompensa, sobre quem ele exerce controle estrito através de seu papel como líder da Guilda dos Caçadores de Recompensa. Embora ele normalmente seja confiante e seguro de si, Greef age com cautela e, em certos momentos, até com medo em algumas situações, como é visto em sua interação com o Cliente.

## Impacto cultural

### Recepção da crítica
No geral o personagem Greef Karga foi recebido com críticas positivas pelos fãs e críticos. O site Screen Rant o classificou em sexto lugar na lista dos melhores personagens da primeira temporada de The Mandalorian, bem como em uma lista isolada ranqueando os personagens mais interessantes da temporada. O crítico Keith Phipps, da Vulture, elogiou o personagem em sua análise declarando que "O jeito que ele diz 'Mando!' é delicioso", uma referência ao apelido do Mandaloriano. Kevin Pantoja, do Screen Rant, elogiou o desempenho de Carl Weathers dizendo que ele "é sempre incrível". Os fãs gostaram particularmente da frase "Faça aquela coisa mágica com a mão!", dita por Greef para a Criança no último episódio da primeira temporada, enquanto tenta encorajá-la a usar a Força contra seus inimigos. Nobelle Borines da Epicstream a chamou de "frase mais icônica" da temporada. Após a conclusão da primeira temporada, Weathers fez um agradecimento aos fãs via Twitter pelo apoio dos fãs, escrevendo: "Sua satisfação e apreço pelo trabalho realizado pelos criadores, diretores, elenco e equipe nos enchem de orgulho. Até o outono de 2020, 'Faça aquela coisa mágica com a mão, queridos'!" O figurino de Greef Karga ficou em décimo lugar na lista do Screen Rant das dez melhores roupas da primeira temporada de The Mandalorian.

### Vendas
A produção de bonecos Funko Pop de Greef Karga foi anunciada em 31 de dezembro de 2019.

### Citações
1. ↑  Radish, Christina (30 de outubro de 2019). «'The Mandalorian' Creators on the Weekly Release, Choosing Directors, and the 'Star Wars' Holiday Special». Collider (em inglês). Consultado em 22 de março de 2020. Cópia arquivada em 4 de janeiro de 2020
2. 1 2 3 4 5 6 7 8  Raymond, Nicholas (7 de janeiro de 2020). «The Mandalorian: Greef Karga's Backstory Explained». Screen Rant (em inglês). Consultado em 22 de março de 2020. Cópia arquivada em 8 de janeiro de 2020
3. 1 2 3 4 5 6 7 8 9  Pham, Danny (1 de janeiro de 2020). «The Mandalorian: 10 Most Interesting Characters In Season 1». Screen Rant (em inglês). Consultado em 22 de março de 2020. Cópia arquivada em 1 de janeiro de 2020
4. 1 2 3 4  Russell, Bradley (20 de janeiro de 2020). «The Mandalorian season 2 release date, cast, and everything else you need to know about the Disney Plus series». GamesRadar+ (em inglês). Consultado em 22 de março de 2020. Cópia arquivada em 18 de janeiro de 2020
5. ↑  Plante, Corey (27 de dezembro de 2019). «'Mandalorian' spoilers: Easter egg explains why Cara Dune hates the Empire». Inverse (em inglês). Consultado em 22 de março de 2020
6. ↑  Hall, Charlie (27 de dezembro de 2019). «The Mandalorian finale delivers on its promise, sets the stage for season 2». Polygon (em inglês). Consultado em 22 de março de 2020. Cópia arquivada em 28 de dezembro de 2019
7. 1 2 3 4 5 6  December 2019, Bradley Russell 02. «Carl Weathers teases The Mandalorian character Greef Carga: "His backstory is saved for season 2"» (em inglês)
8. 1 2 3 4  «The Mandalorian Season 2: What We Know So Far». 25 de dezembro de 2019
9. 1 2  «'The Mandalorian' Has The Nostalgia And Storytelling That Star Wars Fans Want» (em inglês)
10. 1 2 3  Keane, Sean. «Let's take a close look at the first episode of The Mandalorian» (em inglês)
11. 1 2  «'The Mandalorian' Premiere Recap & Review: An Epic Blaster-Slinging Space Western» (em inglês). 12 de novembro de 2019
12. 1 2 3 4 5  «'The Mandalorian' recap: Mando makes a terrible mistake» (em inglês)
13. 1 2  Mitovich, Matt Webb; Mitovich, Matt Webb (22 de novembro de 2019). «The Mandalorian Reveals Client's Plan for the Child, and We Are Not Having It» (em inglês)
14. 1 2 3  Thorne, Will; Thorne, Will (22 de novembro de 2019). «'The Mandalorian': Carl Weathers on the 'Many Possibilities' of Baby Yoda and the 'Blaze of Glory' in Episode 3» (em inglês)
15. ↑  «The Mandalorian's shot incapacitates Greef Carga without killing him, perhaps intentional so they can become allies again» (em inglês)
16. 1 2  Scribner, Herb (18 de dezembro de 2019). «'Star Wars: The Mandalorian' review: Narratives come together ahead of season finale» (em inglês)
17. 1 2 3 4  Hall, Charlie (18 de dezembro de 2019). «Mandalorian is making sense of the time between Return of Jedi and Force Awakens» (em inglês)
18. 1 2 3  «'The Mandalorian' Moves the Pieces Into Place for a Killer Climax With "The Reckoning"» (em inglês). 18 de dezembro de 2019
19. 1 2 3 4 5  December 2019, Scott Snowden 18. «'The Mandalorian' Episode 7 Is an Action-Packed First Half of a 2-Part Finale» (em inglês)
20. 1 2 3  Keane, Sean. «Baby Yoda offers a cool link between The Rise of Skywalker and The Mandalorian» (em inglês)
21. ↑  «Baby Yoda Just Set Up 'The Rise of Skywalker'» (em inglês). 18 de dezembro de 2019
22. 1 2 3 4 5  December 2019, Scott Snowden 27. «'The Mandalorian' Finale is an Electrifying End to Season 1» (em inglês)
23. ↑  «The Mandalorian Confirms His Name - and FINALLY Removes His Helmet» (em inglês). 27 de dezembro de 2019
24. 1 2 3 4  Kain, Erik. «Star Wars 'The Mandalorian' Episode 8 Recap And Review: A Terrific Season Finale» (em inglês)
25. 1 2 3  Breznican, Anthony. «'The Mandalorian' Finale Recap: What is That Strange New Weapon?» (em inglês)
26. ↑  Phipps, Keith (27 de dezembro de 2019). «The Mandalorian Season Finale Recap: Tragedy of the Manufacturer's Protocol» (em inglês)
27. ↑  «Carl Weathers Joins The Star Wars Universe in 'The Mandalorian'»
28. ↑  Thorne, Will; Thorne, Will (27 de dezembro de 2019). «'The Mandalorian' Season 2 Confirmed by Jon Favreau» (em inglês)
29. ↑  «Still Watching: The Mandalorian — "Chapter Two: The Child" with Pedro Pascal - Still Watching: Westworld Season 3» (em inglês)
30. ↑  Thorne, Will; Thorne, Will (11 de novembro de 2019). «'The Mandalorian': Jon Favreau and Pedro Pascal on Creating a Western on Steroids» (em inglês)
31. ↑  EST, Samuel Spencer On 11/12/19 at 8:36 AM (12 de novembro de 2019). «Everything you need to know about Disney+'s "Star Wars" series "The Mandalorian"» (em inglês)
32. ↑  «'No one will ever be the same': Cast of 'The Mandalorian' talks new 'Star Wars' series on Disney+» (em inglês). 7 de novembro de 2019
33. 1 2  Weathers & Breznican 2019, 66:51–66:50 Weathers: "There is something about Greef Karga that reminded me, a bit, as I read him anyway, reminded me a bit of John Huston. There's something about him that's just a little larger than life, something that you can't quite trust. There's something in that that I really like. Very theatrical, and that was the whole point. I just kinda wove in a little of it. Like when we're in the cantina and the Mandalorian comes in and I'm just telling them, he's asking me and I said, None of them could do it! Nobody but you, Mando! You!' You know. So there was a little bit of Houston that's always fascinated me, from, good God, from as far back as I can remember but of course the movies were Treasure of the Sierra Madre, of course, because he as a director, but also as an actor was just so powerful. And then Chinatown, which he didn't direct but he acted in."
34. ↑  Weathers & Breznican 2019, 72:04–73:14 Weathers: "I didn't ask it. I didn't care. I didn't want to know. I wanted this character, from what I read on the page, to give me ideas about how to take the coloring book, open it up, try to stay within the lines, but maybe use colors that someone else wouldn't utilize. So he is as vivid, or as lacking in any kind of vivid color, as I could manage to put on screen along with, in collaboration with everybody else that was doing what they were doing. And if I had to guess, he was living in some pretty dark times. He was doing maybe some pretty dark stuff, you know? And as it comes out, you know, when people are under stress, certainly under the stress of war, probably, or any kind of horrific stuff that's going on, they do whatever is necessary to survive." Breznican: "Do you think he's haunted by that? Is he somebody who's seeking redemption? Or is he amoral?" Weathers: "No, he's definitely not amoral. If I answer those questions so specifically, then it's harder to player the ambiguity of this person."
35. ↑  Young, Bryan (29 de outubro de 2019). «Carl Weathers explains why he joined The Mandalorian and his Star Wars dreams» (em inglês)
36. ↑  Press, By Associated; Nov. 1, 2019 (1 de novembro de 2019). «A new hope for 'Star Wars' on Disney Plus in 'The Mandalorian'» (em inglês)
37. ↑  Phipps, Keith (13 de dezembro de 2019). «The Mandalorian Recap: Battle Droids and Double Crosses» (em inglês)
38. ↑  Weathers & Breznican 2019, 75:00–75:50 Weathers: "That sequence in the cantina, of dealing with both Werner's character and with the Mandalorian's character, said so much about him. What I was working to convey without a lot of vivid kind of directing the audience to something, I wanted to convey his relationship with Werner's character and then to see the difference in the relationship with the Mandalorian's character. Greef Karga is not as commanding with Werner that he is with the Mandalorian. So it sort of suggests something about the power of Werner's character." Breznican: "He's scared of him, a little bit." Weathers: "Yes. Yes. You know, you've got to be cautious with this guy. Without saying it, but you play your cards maybe a little closer to the vest."
39. 1 2 3  «The Mandalorian: 10 Best New Star Wars Characters Introduced In The Show, Ranked» (em inglês). 2 de janeiro de 2020
40. ↑  Phipps, Keith (22 de novembro de 2019). «The Mandalorian Recap: This Is the Way» (em inglês)
41. 1 2  «Star Wars: The Mandalorian Actor Carl Weathers Praises Show's 'Amazing Fans'» (em inglês)
42. ↑  «Star Wars: The Mandalorian's Carl Weathers Thanks the "Amazing Fans"» (em inglês)
43. ↑  «The Mandalorian: 10 of the Best Outfits From Season 1» (em inglês). 8 de janeiro de 2020
44. ↑  «'The Mandalorian' Funko Pop! Wave 2 Figures Include Greef Karga, the Armorer and a Blurrg» (em inglês). 31 de dezembro de 2019
45. ↑  «The Mandalorian Just Got Tons of New Funko Pops» (em inglês)
46. ↑  «The Mandalorian: Funko Unveils Next Wave of Pop! Vinyl Figures» (em inglês). 1 de janeiro de 2020

### Trabalhos citados
- Weathers, Carl; Breznican, Anthony (12 de novembro de 2019). «Still Watching: The Mandalorian — "Chapter One" with Jon Favreau and Carl Weathers» (Podcast). Vanity Fair. Consultado em 22 de março de 2020.